# Ultra Records
Ultra Records es un sello discográfico estadounidense independiente de música electrónica. Fue fundado en la ciudad de Nueva York en 1995 por Patrick Moxey, ejecutivo de Polygram y Virgin Records, quien continúa como propietario. Su lista de artistas incluyen a estadounidenses como Steve Smooth, Kaskade, Sharam, Wolfgang Gartner, Cedric Gervais e internacionales como Tiësto, Paul Oakenfold, Above & Beyond, Markus Schulz, The Young Punx, Benny Benassi, Armin van Buuren, David Guetta, Deadmau5, Fedde le Grand, Enur o Basshunter entre otros. Ultra Records ocupa el puesto nueve en el portal de vídeos YouTube para el público.
El 24 de julio de 2006, Ultra Records firmó un pacto para unirse a Alternative Distribution Alliance, de Warner Music Group y comenzó a distribuir discos en septiembre, entre los cuales álbumes de Tiësto y Kaskade. Ultra es distribuida gracias a EMI Canadá y Vital UK. En la vigesimocuarta edición de la Winter Music Conference, Ultra Records ganó el premio de «Mejor sello discográfico dance», tal y como se reveló el 25 de marzo de 2009, haciendo a la discográfica ganar por cuarto año consecutivo. El sello también recibió el premio de «Discográfica dance con salida en antena» de Billboard en 2005, 2006, 2007 y 2008. Ultra Records fue el A&R tras el ganador del premio Grammy de uno de sus artistas, Benny Benassi, por «Mejor remix de una canción no clásica», para la canción Bring the Noise de «Public Enemy» y fue el sello que lanzó I Know You Want Me (Calle Ocho) del rapero Pitbull, que sería certificado con disco de doble platino en 2009.
El 28 de octubre de 2009, DJmag anunció los resultados de sus votaciones a Top 100 DJ anuales. Ultra representaba un total de veinte artistas de los cien nominados. Los resultados fueron los siguientes:
- 1º puesto: Armin van Buuren
- 2º puesto: Tiësto
- 4º puesto: Above & Beyond
- 5º puesto: Paul van Dyk

Ultra Records está afiliado a Ultra International Music Publishing que representa a compositores y productores como Kanye West, Rihanna, Akon, Jamie Foxx, Ne-Yo, Ludacris, Sean Paul, Paul Wall, Trick Daddy, Deep Dish, Cedric Gervais, Kaskade y otros.

## Listado de artistas
A continuación se expone una lista parcial de artistas de la discográfica.
- Above & Beyond
- Annet Artani
- Alexandra Stan
- Ale Q
- Alex Gaudino
- Barthezz
- Blasterjaxx
- Basshunter
- Benny Benassi
- Calvin Harris
- Chicane
- The Chemical Brothers
- Countess LuAnn
- Dannii Minogue
- David Guetta (sólo el álbum Pop Life)
- Deadmau5
- DVBBS
- Enferno
- Era Istrefi
- Example
- Fedde le Grand
- Federico Garcia
- Ferry Corsten
- Fragma
- Freemasons
- Dillon Francis
- Gary Caos
- Grum
- Haddaway
- Hardwell
- Headhunterz
- Honorobel
- Inna
- J Brazil
- JES
- JMC
- Jody den Broeder
- Jump Smokers
- Junkie XL
- Kaskade
- Kerli
- Kim Sozzi
- Kraak & Smaak
- Late Night Alumni
- Adrian Lux
- Make the Girl Dance
- Medina
- Mike Candys
- Mysto & Pizzi
- Edward Maya
- Nalin & Kane
- Nari & Milani
- Nero
- Nick Terranova
- O-Zone
- Paul Van Dyk
- Pitbull
- Riz
- Robbie Rivera
- Sander Kleinenberg
- Serge Devant
- Sharam
- Shaun Frank
- Sidney Samson
- Steve Aoki
- Steve Smooth
- Oliver Heldens
- Tiësto
- VASSY
- Wolfgang Gartner
- W&W
- Yolanda Be Cool

## Filiales
Ultra Records gestiona las siguientes discográficas filiales:
- Escondida Music
- Sequence Records
- You Records
- Mau5trap Records

## Discografía

### Álbumes recopilatorios
Ultra Records ha producido varios álbumes recopilatorios de música dance.
| Año  | Álbum                     | Volumen(es) | Ref. |
| ---- | ------------------------- | ----------- | ---- |
| -    | Club Anthems              | 1 a 3       | -    |
| -    | Ultra Chilled             | 1 a 6       | -    |
| -    | Ultra Electro             | 1 a 12      | -    |
| -    | Ultra Dance               | 1 a 12      | -    |
| -    | Ultra Trance              | 1 a 9       | -    |
| -    | Out Anthems               | 1 a 7       | -    |
| -    | Ultra 80's vs. Electro    | 1           | -    |
| -    | Ultra Club Classics: 90's | 1           | -    |
| -    | Ultra Video               | DVD 1 a 2   | -    |
| -    | Ultra Weekend             | 1 a 7       | -    |
| -    | Ultra Rock Remixed        | -           | -    |
| 2008 | Ultra 2008                |             | -    |
| 2009 | Ultra 2009                |             | -    |
| 2010 | Ultra 2010                |             | -    |
| 2011 | Ultra 2011                |             | -    |
| -    | Ultra 10                  | 1           | -    |
| -    | Ultra Hits                | 1           | -    |
| -    | Ultra Mix                 | 1           | -    |
| -    | Just Dance                | 1 a 3       | -    |
| -    | Ultra Latino              | 1           | -    |
| -    | Electric Daisy Carnival   | 1 a 2       | -    |

## Festivales

### Ultra:NY
El 16 de septiembre de 2006, Ultra Records albergó el festival dance «Ultra:NY» en el Central Park de Nueva York. Los cabeza de cartel principales fueron Danny Tenaglia, Timo Maas, Paul Oakenfold, The Chemical Brothers y Mylo. También contó con Erick Morillo, David Waxman, Boris, Liquid Todd, and Kevens.

## Ultra International Music Publishing
Ultra International Music Publishing (UIMP) es la compañía representante de todos los artistas, compositores, productores y agentes de Ultra Records en todo el mundo. La compañía intenta publicitar a los artistas en el cine, la televisión, los videojuegos y los anuncios.

### Lista de artistas notables de UIMP
- Deadmau5
- Akon
- Beenie Man
- Crookers
- Evidence
- George Acosta
- Jonathan Peters
- Kaskade
- Max Glazer
- Nicki Minaj
- Sander Kleinenberg
- Slick Rick